# Emmett Honeycutt
Emmett Honeycutt es uno de los personajes principales de la serie de televisión estadounidense Queer as Folk, interpretado por el actor Peter Paige. De todos los amigos del grupo de protagonistas es el que se viste de forma más llamativa y es el que tiene más pluma, y aunque al principio puede parecer un estereotipo cómico de un gay a lo largo de la serie el personaje se muestra bastante complejo y profundo.

## Historia del personaje
Emmett es el compañero de piso de Michael Novotny y el mejor amigo de Ted Schmidt. Trabaja como dependiente de la tienda de ropa Torso y suele lucir sus modelos más extravagantemente gais que muestran su carácter extrovertido y desinhibido, aunque sensible.
Emmett se había criado en una pequeña ciudad de provincias, Hazlehurst (Misisipi), en el seno de una familia numerosa de 6 hermanos y pobre. Esto unido al rechazo que sufrió allí en cuanto se hizo evidente que era gay fueron las causas de que su infancia y juventud fueran duras y desgraciadas y le hicieran abandonar su localidad natal muy joven en busca de una ciudad más grande y abierta, llegando así Pittsburgh.
Emmett lleva una vida alegre y despreocupada hasta que acompaña a Ted a hacerse una prueba de VIH. Tras los análisis recibe un mensaje en el contestador de su teléfono en el que, en lugar de decirle que es negativo como a Ted, le piden que pase por la clínica el lunes, él atribuye esta conducta a que le van a decir que ha contraído la enfermedad y se pasa todo el fin de semana angustiado. Hasta el punto que promete a Dios que si da negativo no volverá a acostarse con ningún hombre. Finalmente la petición era debida a que el cheque de su pago había sido devuelto por el banco y estaba completamente sano.
Cuando le comunica a sus amigos su propósito estos al principio se lo toman a broma, pero cuando se enteran de que se ha unido a una organización ex gay religiosa se preocupan mucho e intentan sacárselo de la cabeza por todos los medios. Sus intentos parecen vanos ya que lo único que consiguen es irritarle y que siguiendo los consejos del grupo se aparte totalmente de sus amigos gais. Pero lógicamente todos sus intentos por convertirse en heterosexual fracasan y finalmente un conmovedor discurso de Ted le hace recapacitar.
Después pierde su empleo en la tienda y se dedica junto con Michael a ser camarero y sirviente nudista. Y volverá a cambiar de ocupación cuando Ted monta su página web porno en la que se convierte en la estrella con el seudónimo de Fetch Dickson.
Gracias a su actuación en la página porno conoce a George Schickle, un maduro millonario que vive solo en su mansión desde que se divorció de su mujer y la alta sociedad descubrió que era gay. Emmet le saca de su aislamiento y se enamoran, pero cuando van a iniciar un largo viaje alrededor de todo el mundo George sufre un ataque al corazón y fallece. En su testamento le deja a Emmett diez millones de dólares, pero la familia de George tras impedirle participar en su funeral lo amenazan con impugnar el testamento y le ofrecen un millón con la condición de mantener en secreto su relación. Emmett rechaza el dinero y hace público su romance con George en la entrega de premios de actuación porno en la que ha resultado galardonado.
Más tarde su mejor amigo, Ted, le revela que se ha enamorado de él, y tras la sorpresa inicial comienzan una relación y se van a vivir juntos, pero la relación se deteriora cuando Ted se sumerge en las drogas y termina muy desagradablemente. Por lo que tras una breve estancia en la casa de Lindsay y Melanie se va a vivir con la madre de Michael, Debbie, que recientemente se había quedado sola.
Cuando cerró la web pornográfica Emmett había empezado a trabajar preparando comidas para fiestas de cumpleaños y compromisos junto con el tío de Michael, Vic Grassi. Debido a este trabajo conoce a Drew Boyd, un jugador de fútbol americano famoso con el que establece una relación en secreto ya que este está en el armario y no quiere arriesgarse a perder la popularidad de su profesión y el dinero de los patrocinadores. Pero esta situación hace infeliz a Emmett, que pese a tener al hombre de sus sueños termina abandonándolo, diciéndole que por fortuna o desgracia todo el mundo supo siempre que él era gay lo que hizo que nunca tuviera que vivir en la mentira y que no iba a empezar a hacerlo por nadie.
Posteriormente Emmett se reconcilia con Ted, que se ha recuperado de su adicción, y empieza a trabajar como presentador de televisión en la sección de un informativo llamada Queer guy, un remedo del programa real Queer Eye for the Straight Guy.
Entonces recibe la visita de Drew que le confiesa que no ha podido olvidarle y le dice que ha dejado a su prometida y que si vuelven juntos no tendrán que ocultarse más. Cuando Drew sale públicamente del armario, y tras algunas consecuencias iniciales, Emmett cree que sus sueños se han hecho realidad pero se da cuenta de que no puede tener una relación estable con alguien que no tiene ninguna experiencia en el mundo gay y que como dice Brian emocionalmente todavía es un «adolescente». Por lo que decide darle libertad y le dice que cuando haya experimentado y llegue a la mayoría de edad que le llame si todavía sigue queriéndolo.